# Kmetiněves
Kmetiněves (en allemand : Kmetnowes) est une commune du district de Kladno, dans la région de Bohême-Centrale, en Tchéquie. Sa population s'élevait à 294 habitants en 2020.

## Géographie
Kmetiněves se trouve à 11 km au nord-nord-est de Slaný, à 19 km au nord de Kladno et à 33 km au nord-ouest du centre de Prague.
La commune est limitée par Martiněves au nord, par Hospozín à l'est, par Hobšovice au sud et par Poštovice à l'ouest.

## Histoire
La première mention écrite de la localité date de 1336.